# Prime95
Prime95是一款运行于Windows中的开源软件，由寻找梅森質数的分布式计算项目GIMPS的乔治·沃特曼编写。
Prime95的另外一个作用是用于测试计算机系统的稳定性。由于该软件需要进行大量的运算工作，所以可以有效的测试计算机系统的稳定性。在许多的测试中被使用。
Prime95的Linux及FreeBSD版本稱為MPrime。
Prime95在PC爱好者和超频爱好者中很流行，因为它的数字“粉碎”算法能够很好的测试系统的稳定性。这个软件现在的版本包含专门为测试PC子系统负荷的“Torture Test”模式。

## 参看
- 因特网梅森素数大搜索 (GIMPS)
- 梅森素数
- 分布式计算